# Ivranäs
Ivranäs este o arie protejată (arie de protecție specială avifaunistică — SPA) din Suedia întinsă pe o suprafață de 69,1 ha, integral pe uscat.

## Localizare
Centrul sitului Ivranäs este situat la coordonatele 57°58′27″N 15°22′49″E / 57.9743°N 15.3802°E.

## Înființare
Situl Ivranäs a fost declarat arie de protecție specială avifaunistică în decembrie 1998 pentru a proteja 4 specii de animale.

## Biodiversitate
Situată în ecoregiunea boreală, aria protejată nu include niciun habitat protejat.
La baza desemnării sitului se află mai multe specii protejate de  păsări (4): minunița (Aegolius funereus), cocoșul de mesteacăn (Bonasa bonasia), ciocănitoare neagră (Dryocopus martius), muscar (Ficedula parva).